# Reino Unido en los Juegos Paralímpicos de Pekín 2022
Reino Unido estuvo representado en los Juegos Paralímpicos de Pekín 2022 por un total de 21 deportistas, 16 hombres y cinco mujeres.

## Medallistas
El equipo paralímpico británico obtuvo las siguientes medallas:
| Nombre            | Deporte      | Evento                                       |
| ----------------- | ------------ | -------------------------------------------- |
| Oro               |              |                                              |
| Neil Simpson      | Esquí alpino | Supergigante discapacidad visual masculino   |
| Plata             |              |                                              |
| Menna Fitzpatrick | Esquí alpino | Supergigante discapacidad visual femenino    |
| Bronce            |              |                                              |
| Menna Fitzpatrick | Esquí alpino | Supercombinada discapacidad visual femenino  |
| Millie Knight     | Esquí alpino | Descenso discapacidad visual femenino        |
| Neil Simpson      | Esquí alpino | Supercombinada discapacidad visual masculino |
| Ollie Hill        | Snowboard    | Eslalon SB-LL2 masculino                     |